# Jan Hofer
Johannes Neuenhofer detto Jan Hofer (Büderich, 31 gennaio 1952) è un giornalista e conduttore televisivo tedesco.

## Biografia
Laureato in economia all'università di Colonia nel 1974, iniziò a lavorare in radio presso la Deutsche Welle nel 1976. Nel 1984 debuttò come presentatore televisivo per la tv regionale Saarländischer Rundfunk affiliata ad ARD e l'anno successivo passo a Das Erste, divenendone presentatore del Tagesschau (telegiornale) di cui nel 2004 divenne capo-conduttore (Chefsprecher). Sempre per la ARD ha presentato alcune edizioni dell'Eurovision Song Contest e conduce vari programmi di informazione ed approfondimento.